# Li Jong-ok
Dans ce nom coréen, le nom de famille, Li, précède le nom personnel.
Li Jong-ok (né le 10 janvier 1916 et mort le 23 septembre 1999) est un homme d'État nord-coréen, Premier ministre de la Corée du Nord du 16 décembre 1977 au 27 janvier 1984.